# Пороховщиков Олександр Шалвович
Олекса́ндр Ша́лвович Пороховщико́в  (рос. Александр Шалвович Пороховщиков;  31 січня 1939 —  15 квітня 2012) — радянський і російський актор театру і кіно, режисер. Народний артист Росії (1994).

## Життєпис
Народився 31 січня 1939 року в Москві в сім'ї Галини Олександрівни Пороховщикової (22 лютого 1921 — 12 вересея 1997) і Шалви Амбековича Барабадзе (1916—1977). 
Закінчив акторський факультет Всеросійського театрального товариства (1961) та Театральне училище ім. Б.Щукіна (1966).
З 1960 по 1966 роки працював мебельником-реквізитором у театрі імені Вахтангова. Працював у Московському театрі Сатири, театрі на Таганці, у Московському театрі імені Пушкіна.
З 1998 викладав у Російській академії театрального мистецтва.
У кіно Пороховщиков дебютував 1966 року в кінофільмі «Пошук» він зіграв не дуже велику роль скульптора. Перша серйозна роль у кіно відбулася 1973 року в детективі Віллена Новака «Ринг», де Пороховщиков зіграв майора міліції Ісаєва, екс-чемпіона з боксу. Загалом Пороховщиков знявся майже у 100 фільмах, серед яких «Палай, палай, моя зірко», «Свій серед чужих, чужий серед своїх», «Зірка привабливого щастя», «Капітан Немо», «Заповіт професора Доуеля», «Слідство ведуть знавці», «Ворошиловський стрілець» (1999).
Знявся в українських кінокартинах: «Ринг» (1973, Ісаєв), «Єралашний рейс» (1977, слідчий), «Капітан Немо» (1975, т/ф, 3 с), «Сімейне коло» (1980, Сомов), «Повернення з орбіти» (1983, реж. О. Сурин; Свиридов), «Канкан в Англійському парку» (1984, Юрій Синішин), «На крутозламі» (1985, т/ф), «Першоцвіт» (1987, скульптор), «День народження Буржуя» (2000), «День народження Буржуя-2» (2002).

## Фільмографія
- 1991 — «Цензуру до пам'яті не допускаю» — режисер / сценарист / виконавець головної ролі.